# 어밴드브이
어밴드브이는 저작권자이자 시각 디자이너인 디셉(Dicept)이 무료로 공개 배포하는 범용 이모티콘(emoticon) 시리즈물이자  캐릭터이다.  큰 이미지와 작은 이미지의 2가지 버전이 있다. 네이버, 카카오톡, SNS등에서 쉽게 사용 가능하다. 현재 32가지의 감정 및 상황을 표현하는 컨셉을 제공하고 있다. 저작권 범위는 출처를 밝힌다면 상업용을 제외한 자유로운 사용과 공유도 가능하다.

## 무료 공개 이모티콘
이러한 뜻있는 디자이너에 의해 무료로 공개된 수준있는 이모티콘의 공유는 광범위한 소셜미디어 생활에 노출된 현대인에게 보다 유연한 선택의 폭과 함께 커뮤니티 공동체의 협동성과 공감능력을 회복하는데 도움을 줄 수 있다.

## 같이 보기
- 카카오프렌즈
- 라인프렌즈
- 메이프렌즈